# Thomas Rachel

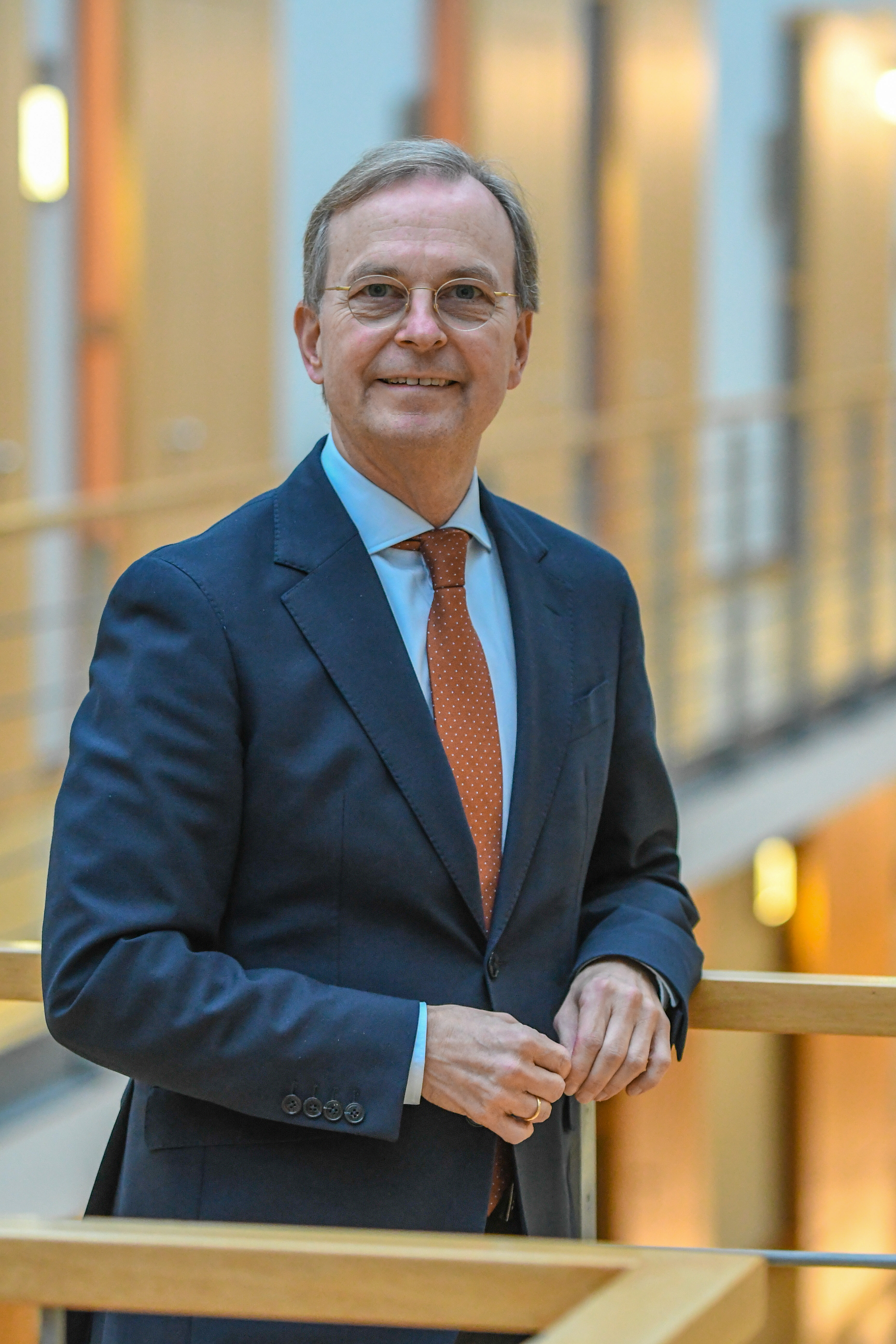
Thomas Rachel (2023)

Thomas Walther Rachel (* 17. Mai 1962 in Birkesdorf bei Düren) ist ein deutscher Politiker (CDU). Seit 1994 ist Rachel Mitglied des Deutschen Bundestages.
Er war von 2005 bis 2021 Parlamentarischer Staatssekretär im Bundesministerium für Bildung und Forschung. Seit 2025 ist er Beauftragter der Bundesregierung für Religions- und Weltanschauungsfreiheit.

## Leben und Beruf
Nach dem Abitur 1982 am Städtischen Gymnasium am Wirteltor in Düren absolvierte Rachel ein Studium der Politologie, der Geschichte und des Staatsrechts an der Universität Bonn, welches er 1992 als Magister artium beendete. Während des Studiums arbeitete er von 1986 bis 1987 als Assistent des Bundestagsabgeordneten Matthias Wissmann.
Nach Abschluss seines Studiums übernahm er 1992 die Leitung des Bonner Büros der Wirtschaftsvereinigung Stahl. Von 1994 bis 2004 war er stellvertretender Leiter der Abteilung Grundsatzfragen und Außenhandel der Wirtschaftsvereinigung Stahl in Düsseldorf. Im November 2015 wurde Rachel als Mitglied in den Rat der EKD gewählt und 2021 wiedergewählt.
Thomas Rachel ist verheiratet und hat eine Tochter.

## Partei
Rachel war von 1989 bis 2012 stellvertretender Vorsitzender des CDU-Kreisverbandes Düren-Jülich und seit 1991 Mitglied des CDU-Landesvorstandes in Nordrhein-Westfalen. Seit dem 16. März 2012 ist er Kreisvorsitzender des CDU-Kreisverbandes Düren-Jülich.
Er gehört seit 1995 dem Bundesvorstand des Evangelischen Arbeitskreises der CDU an und ist seit 2003 Bundesvorsitzender des Evangelischen Arbeitskreises von CDU/CSU. In dieser Funktion gelang es ihm im Mai 2024, den Gottesbezug im neuen Grundsatzprogramm der CDU durch die Einfügung zweier Sätze zu stärken: „Unsere Politik beruht auf der Verantwortung vor Gott und den Menschen. Für uns ist der Mensch von Gott nach seinem Bilde geschaffen.“
Von 1995 bis 2001 gehörte Rachel außerdem dem Bundesvorstand der CDU/CSU-Mittelstands- und Wirtschaftsvereinigung an. Seit November 2010 ist er Beisitzer im Landesvorstand NRW der CDU. 2021 wurde er zum religionspolitischen Sprecher der Unionsbundestagsfraktion gewählt.

## Abgeordneter
Seit 1994 ist Rachel Mitglied des Deutschen Bundestages und war hier von 1998 bis 2005 Obmann der CDU/CSU-Bundestagsfraktion im Ausschuss für Bildung- und Forschung.
Von 1999 bis 2002 war er stellvertretender Vorsitzender der Enquête-Kommission Globalisierung der Weltwirtschaft und von 2003 bis 2005 Sprecher der CDU/CSU-Fraktion in der Enquête-Kommission Ethik und Recht der modernen Medizin.
Thomas Rachel ist 1998 und 2002 über die Landesliste Nordrhein-Westfalen und sonst stets als direkt gewählter Abgeordneter des Wahlkreises Düren in den Bundestag eingezogen. Bei der Bundestagswahl 2009 erreichte er hier 46,37 % der Erststimmen, bei der Bundestagswahl 2013 insgesamt 50,33 % der Stimmen und bei der Bundestagswahl 2017 nur noch 41,9 % der Stimmen. Bei der Bundestagswahl 2021 erreichte er 36,7 % der Erststimmen und bei der Bundestagswahl 2025 bekam er 64.996 Erststimmen; das sind 39,85 Prozent. Im 21. Deutschen Bundestag ist er ordentliches Mitglied im Auswärtigen Ausschuss und im Ausschuss für wirtschaftliche Zusammenarbeit und Entwicklung.

## Öffentliche Ämter
Am 22. November 2005 wurde Rachel als Parlamentarischer Staatssekretär bei der Bundesministerin für Bildung und Forschung in die von Bundeskanzlerin Angela Merkel geführte Bundesregierung berufen. Dieses Amt hatte er bis zum 8. Dezember 2021 inne. Er gehörte den Kabinetten Merkel I, Merkel II, Merkel III und Merkel IV an. Am 28. Mai 2025 wurde er zum Beauftragten der Bundesregierung für Religions- und Weltanschauungsfreiheit im Auswärtigen Amt ernannt.

## Sonstiges Engagement
Bei der Evangelischen Kirche in Deutschland ist Rachel Mitglied im Rat. Weiterhin ist er Mitglied im Kuratorium der Leo Baeck Stiftung, sowie Beiratsmitglied bei der Vereinigung der Deutsch-Griechischen Gesellschaften (VDGG). Zudem war Rachel Fördermitglied beim Wasser-Info-Zentrum Eifel in Heimbach und bis 2021 Kuratoriumsmitglied bei der Stiftung Lesen. Seit April 2023 ist Rachel Mitglied des Zukunftsrates bei Westenergie.